# Justin Thorne
 (avril 2014).
Si vous disposez d'ouvrages ou d'articles de référence ou si vous connaissez des sites web de qualité traitant du thème abordé ici, merci de compléter l'article en donnant les références utiles à sa vérifiabilité et en les liant à la section « Notes et références ».
Justin Joseph "JJ" Thorne (né le 13 juillet 1989 à Canyon Country en Californie) est un chanteur, danseur et acteur américain. Justin a fait partie du groupe Not Like Them (NLT, en abréviation) de 2003 à 2009. puis du groupe One Call.

## Biographie et carrière
Justin Thorne est né à Canyon Country en Californie mais il a grandi à Inwood à New York. Son père, Rich Thorne, est le réalisateur du film Docteur Dolittle 3, dans lequel Justin "JJ" joue un rôle mineur.
Justin est apparu en tant que danseur dans beaucoup de clips vidéos hip-hop et a également fait de brèves apparitions dans des sitcoms telles que Phénomène Raven ou encore Will et Grace.
En 2003, à l'âge de 14 ans, Justin rejoint les membres du groupe, Not Like Them (NLT) à la demande d'un des membres, V Sevani, qui est un ami proche de Justin. NLT a produit de la musique jusqu'en 2006, mais en 2008, le groupe n'a toujours pas sorti un premier album.
Le 13 mars 2007, les garçons ont sorti leur premier single "That Girl". Dans le clip, on retrouve l'actrice Ashley Benson, Adam G. Sevani (le frère cadet de V Sevani) et Melissa Reyes (qui a participé à l'émission de télé The Search for the Next Doll en 2007). Le single qui suit, "She Said, I Said" a été produit par Timbaland. Durant le Printemps 2007, les garçons ont assuré la première partie d'un des concerts des Pussycat Dolls, puis ont fait 16 concerts avec d'autres groupes tels que ; Menudo, V Factory et Mark and James. Le groupe s'est séparé en 2009.
EN 2007, Justin a rejoint un autre groupe baptisé One Call. En novembre 2010, ils ont sorti un single intitulé "Blacklight". Ce groupe s'est également séparé.

## Vie privée
Justin a été en couple avec l'actrice, Ashley Benson de 2008 à fin 2010. Ils se sont rencontrés sur le tournage du clip "That Girl" en 2007.